# Liste der Flaggen der deutschen Luftwaffe (1933–1945)
Unter der Liste der Flaggen der deutschen Luftwaffe (1933–1945) finden sich alle Flaggen, Stander und Wimpel, die in den Jahren zwischen 1933 und 1945 von der deutschen Luftwaffe verwendet wurden.

## Oberbefehlshaber der Luftwaffe
Seit Beginn der Entwicklung der Luftwaffe im Dritten Reich war Hermann Göring als dessen Chef bestimmt worden. Im Jahr 1933 noch als Reichsminister der Luftfahrt bezeichnet, wurde er schließlich am 26. Februar 1935 als Oberbefehlshaber der Luftwaffe eingesetzt. Diese Funktion behielt er bis April 1945, als Adolf Hitler ihn absetzte und durch Generaloberst – später noch Generalfeldmarschall – Robert Ritter von Greim ersetzte.

### Flaggen derRisiko-Luftwaffe
| Flagge | Datum     | Bezeichnung                                                     | Beschreibung |
| ------ | --------- | --------------------------------------------------------------- | --- |
|        | 1933–1935 | Kommandoflagge des Reichsministers der Luftfahrt (linke Seite)  | Eingeführt am 5. Mai 1933 zeigte diese Flagge den bis 1935 verwendeten Reichsadler im Zentrum. Unterhalb des Lorbeerkranzes befindet sich der Pour-le-merite-Orden, den Hermann Göring im Ersten Weltkrieg verliehen bekam. Vom Zentrum des Lorbeerkranzes ausgehend, befinden sich auf der Flagge insgesamt vier in die Ecken zeigende, stilisierte Propellerblätter. Verwendet wurde die Flagge offenbar bis April 1935, als ausschließlich die nachfolgende alternative Variante zum Gebrauch kam |
|        | 1933–1935 | Kommandoflagge des Reichsministers der Luftfahrt (rechte Seite) | Ähnlich der linken Seite gestaltet, jedoch mit umgekehrter Anordnung der Symbole |
|        | 1933–1935 | Kommandoflagge des Reichsministers der Luftfahrt (linke Seite)  | Hierbei handelte es sich um eine alternative Variante zur vorhergehenden Flagge, die vermutlich im gleichen Zeitraum wie diese verwenden worden ist. Anscheinend diente sie seit April 1935 als eine Art von „Übergangsflagge“, die bis zur Einführung der nachfolgenden Variante bis Ende des Jahres 1935 verwendet worden ist. Seit April 1935 war die Bezeichnung dieser Flagge Kommandoflagge des Reichsministers der Luftfahrt und Oberbefehlshabers der Luftwaffe                              |
|        | 1933–1935 | Kommandoflagge des Reichsministers der Luftfahrt (rechte Seite) | Hierbei handelt es sich um das vermutliche Aussehen der rechten Seite der Flagge, da keine Abbildungen oder Beschreibungen vorhanden sind. Es darf jedoch davon ausgegangen werden, dass das Aussehen vom Stil her an die erste Variante angepasst worden war |

### Flaggen derLuftwaffe
| Flagge | Datum                         | Bezeichnung                                                                                 | Beschreibung |
| ------ | ----------------------------- | ------------------------------------------------------------------------------------------- | --- |
|        | 1935–1938                     | Flagge des Reichsministers der Luftfahrt und Oberbefehlshabers der Luftwaffe (linke Seite)  | Eingeführt Ende des Jahres 1935 zeigte das neue Modell der Flagge das Symbol der Luftwaffe, einen goldfarbenen, fliegenden Adler in den vier Ecken der Flagge, in deren Zentrum sich ein goldfarbenes, auf der Spitze stehendes Hakenkreuz befand. Die Flagge war an allen vier Seiten mit einem zwei cm breiten, goldfarbenen Rand gesäumt, auf dem sich insgesamt 76 kleine, auf der Spitze stehende Hakenkreuze befanden. |
|        | 1935–1938                     | Flagge des Reichsministers der Luftfahrt und Oberbefehlshabers der Luftwaffe (rechte Seite) | Wie die linke Seite gestaltet, jedoch mit umgekehrter Anordnung der Symbole. Zusätzlich zu sehen ist im unteren Bereich die Darstellung des Ordens Pour le merite |
|        | 1938–1945 (de facto bis 1940) | Flagge des Reichsministers der Luftfahrt und Oberbefehlshabers der Luftwaffe (linke Seite)  | Identisch mit der Vorgängerversion |
|        | 1938–1945 (de facto bis 1940) | Flagge des Reichsministers der Luftfahrt und Oberbefehlshabers der Luftwaffe (rechte Seite) | Eingeführt am 28. April 1938 zeigte die neue Version der rechten Seite der Flagge, die sonst identisch mit der Vorgängerversion war, zusätzlich zwei gekreuzte Generalfeldmarschall-Stäbe der Luftwaffe, die zwischen Hakenkreuz und Pour-le-merite-Orden angebracht worden waren. Diese Änderung geschah zeitgleich mit der Beförderung von Göring zum Generalfeldmarschall |
|        | 1940–1941                     | Standarte des Reichsmarschalls (linke Seite)                                                | Nachdem Göring am 19. Juli 1940 zum Reichsmarschall ernannt worden war, ließ er sich zeitgleich eine persönliche Standarte anfertigen. In der Praxis dürfte diese Standarte de facto auch als Kommandozeichen für den Oberbefehlshaber der Luftwaffe gedient haben, wie auch auf zeitgenössischen Abbildungen erkennbar ist. Ob und inwiefern noch die offizielle Flagge des Oberbefehlshabers der Luftwaffe von Göring benutzt wurde, ist nicht bekannt. Dem goldfarbenen Hakenkreuz hinterlegt waren zwei gekreuzte, elfenbeinfarbene Reichsmarschallstäbe, auf die ein goldfarbenes Gittermuster aufgelegt war |
|        | 1940–1941                     | Standarte des Reichsmarschalls (rechte Seite)                                               | Im Zentrum der Standarte befindet sich das Großkreuz des Eisernen Kreuzes, das einmalig im Dritten Reich an Hermann Göring verliehen wurde |
|        | 1941–1945                     | Standarte des Reichsmarschalls (linke Seite)                                                | Die neue Version der Standarte wurde im Februar 1941 eingeführt und zeigt im Zentrum den Reichsadler in neu gestalteter Ausführung. Auf den Lorbeerkranz aufgelegt und dem Hakenkreuz hinterlegt sind zwei elfenbeinfarbene, gekreuzte Reichsmarschallstäbe. Auf diese aufgelegt befinden sich je zwei Reichsadler bzw. zwei Großkreuze des Eisernen Kreuzes. |
|        | 1941–1945                     | Standarte des Reichsmarschalls (rechte Seite)                                               | Im Zentrum der Standarte befindet sich das Großkreuz, das jetzt mit einem Kranz von Lorbeerblättern eingefasst ist |

## Sonstige Rang- und Kommandoflaggen
| Flagge | Datum        | Bezeichnung                                                                                                | Beschreibung |
| ------ | ------------ | --- | --- |
|        | 1937(?)–1945 | Flagge des Staatssekretärs der Luftfahrt                                                                   | Ab dem 24. September 1938 war die Bezeichnung: Flagge des Staatssekretärs der Luftfahrt und Generalinspekteurs der Luftwaffe. Die Position des Staatssekretärs der Luftfahrt wurde seit dem 22. Februar 1933 von Erhard Milch eingenommen. Am 24. September 1938 wurde er zusätzlich Generalinspekteur der Luftwaffe, ein Kommando, das bis zum 7. Januar 1945 bestehen blieb |
|        | 1937–1940    | Flagge des Chefs des Generalstabs der Luftwaffe                                                            | Eingeführt am 1. September 1937, abgeschafft am 13. Juli 1940. Der letzte Chef des Stabes der Luftwaffe war Hans Jeschonnek, der die Position am 1. Februar 1939 übernahm und diese bis zu seinem Selbstmord am 19. August 1943 einnahm |
|        | 1940–1944    | Dienstflagge des Generalluftzeugmeisters                                                                   | Eingeführt am 13. Juli 1940, abgeschafft am 20. Juni 1944. Die Stellung eines Generalluftzeugmeisters wurde im gesamten Zeitraum von Erhard Milch eingenommen. |
|        | 1937(?)–1940 | Flagge des Chefs einer Luftflotte und Befehlshabers Ost                                                    | |
|        | 1940–1945    | Flagge des Chefs einer Luftflotte                                                                          | |
|        | 1937(?)–1945 | Flagge der Kommandierenden Generale der Luftwaffe                                                          | Ab 1940 war die Bezeichnung: Flagge des Kommandierenden Generals eines Fliegerkorps, des Kommandierenden Generals eines Flakkorps, des Kommandierenden Generals und Befehlshabers in einem Luftgau, eines Generals der Luftwaffe beim Oberkommando des Heeres, eines Generals der Luftwaffe beim Oberkommando der Kriegsmarine                                                |
|        | 1937(?)–1945 | Flagge des Kommandeurs eines Luftgaues, Kommandeurs einer Fliegerdivision, Führers der Seeluftstreitkräfte | Ab 1940 war die Bezeichnung: Flagge des Kommandeurs einer Fliegerdivision, eines Höheren Nachrichtenführers, des Führers der Seeluftstreitkräfte, eines höheren Kommandeurs der Festungsflakartillerie, des Kommandeurs eines Luftverteidigungsgebietes, des Kommandeurs der Luftwaffe bei einer Heeresgruppe                                                                 |
|        | 1941–1945    | Flagge der Generalfeldmarschälle der Luftwaffe (rechte Seite)                                              | Eingeführt am 17. Februar 1941. Bei dieser Flagge und den folgenden Hoheitszeichen handelte es sich um Rangflaggen, die zusätzlich zu einer evtl. zu führenden Kommandoflagge eingesetzt wurden |
|        | 1941–1945    | Flagge der Generalfeldmarschälle der Luftwaffe (linke Seite)                                               | |
|        | 1941–1945    | Hoheitszeichen am Kraftwagen der Kommandierenden Generale der Luftwaffe                                    | Hoheitszeichen wurden ausschließlich an Kraftfahrzeugen verwendet |
|        | 1941–1945    | Hoheitszeichen am Kraftwagen für die Generale der Luftwaffe                                                | |
|        | 1941–1945    | Hoheitszeichen am Kraftwagen für die übrigen Angehörigen der Luftwaffe                                     | |

## Truppenfahnen der Luftwaffe
Hauptartikel: Truppenfahne (Wehrmacht)#Luftwaffe